# Gundam Battle
Gundam Battle è una serie di videogiochi pubblicati esclusivamente per PlayStation Portable Sony, tutti ispirati al popolare franchise Gundam e basati sullo stesso motore di gioco. Attualmente la serie consiste di cinque titoli.

## Gundam Battle Tactics
Gundam Battle Tactics (ガンダム バトル タクティクス?, Gandamu Batoru Takutikusu), pubblicato il 22 settembre 2005 è un videogioco d'azione/simulazione in terza persona in cui il giocatore controlla un mobile suit, ispirati a quelli dell'anime Gundam. Tactics, pubblicato soltanto in Giappone ed in Corea del Sud, ha avuto un sequel intitolato  Gundam Battle Royale nel 2006.
Questo videogioco segue gli eventi della guerra di un anno, e la maggior parte delle situazioni presentate sono fortemente influenzate dagli episodi delle serie Mobile Suit Gundam, The 08th MS Team, War in the Pocket e Blue Destiny, che prendono tutte piede proprio durante la guerra di un anno. Il gameplay di questo gioco è molto simile a quello di un altro titolo della Bandai, pubblicato però per PlayStation 2: Mobile Suit Gundam: Lost War Chronicles.

## Gundam Battle Royale
Gundam Battle Royale (ガンダムバトルロワイヤル?, Gandamu Batoru Rowaiyaru) è un videogioco pubblicato per PlayStation Portable. Il gioco è stato reso disponibile esclusivamente in Giappone il 5 ottobre 2006 e Corea del Sud il 26 dello stesso mese. Nel videogioco sono presenti molti mobile suit e mobile armor dell'Universal Century, fino a Z Gundam incluso. Il videogioco è il sequel di Gundam Battle Tactics, e d a sua volta ha avuto un seguito intitolato Gundam Battle Chronicles, pubblicato nel 2007.

## Gundam Battle Chronicle
Gundam Battle Chronicle (ガンダムバトルクロニクル?, Gandamu Batoru Kuronikuru) è un videogioco pubblicato per PlayStation Portable il 25 ottobre 2007 ed è il sequel di Gundam Battle Royale. Si tratta del terzo capitolo della serie Gundam Battle, e comprende oltre 140 unità mobile suit, incluse le 80 unità già disponibili in Gundam Battle Royale. Nuove missioni presenti in questo titolo sono liberamente tratte dagli anime Gundam 0083: Stardust Memory, Gundam ZZ, Gundam Sentinel e Char's Counterattack.

## Gundam Battle Universe
Gundam Battle Universe (ガンダムバトルユニバース?, Gandamu Batoru Yunibāsu) è il quarto capitolo della serie Gundam Battle ed è stato pubblicato il 17 luglio 2008 in Giappone. Il videogioco comprende oltre duecento unità mobile suit (inclusi l'unità F91 di Mobile Suit Gundam F91 e Ξ Gundam di Mobile Suit Gundam: Hathaway's Flash) fra cui il giocatore può scegliere; due storie dell'Universal Century (Mobile Suit Gundam ZZ e Mobile Suit Gundam: Char's Counterattack) diventano parte della campagna. Inoltre ogni personaggio ha due abilità personali (passive che è attivabile in ogni momento e additional che è attivabile quando la HP dei personaggi raggiunge il 30%). Questo videogioco è in grado di importare i salvataggi di Gundam Battle Chronicle.

## Gundam Assault Survive
Gundam Assault Survive (ガンダムアサルトサヴァイブ?, Gandamu Asaruto Savuaibu) è il quinto capitolo della serie di videogiochi Gundam Battle. A differenza dei suoi predecessori, si espande oltre l'Universal Century, inserendo elementi provenienti dagli universi alternativi di Gundam. Mobile Suit Gundam F91, Mobile Suit Gundam SEED e la prima stagione di Mobile Suit Gundam 00 diventano parte della campagna, mentre di Mobile Suit Victory Gundam vengono inseriti alcuni mobile suit. Il gioco è stato distribuito il 18 marzo 2010 in Giappone.